# 長谷寺 (笛吹市)
長谷寺（ちょうこくじ）は、山梨県笛吹市春日居町にある真言宗智山派の寺院。山号は菩提山。本尊は十一面観音。甲斐国三十三観音霊場第14番札所。

## 概要
寺伝によれば、養老6年（722年）に行基が創建し、延暦年間（782年 - 806年）に空海が遊化の折に真言宗に改宗したという。その後、平安時代後期には、山岳仏教・修験道・真言密教の中心道場として、「菩提千坊」と形容されるほど多数の寺院・僧坊が立ち並び栄えていた。
しかし、修験問答の相違から安元2年（1176年）には、長谷寺山伏と大善寺山伏との間に対立が生じ、弓箭をもって数日間争った結果、両寺の伽藍は焼失し、多くの山伏を失ったという。その際に、大善寺側は山梨岡神社の鳥居を持ち帰って焼き払い、長谷寺側では大善寺の笈を持ち帰り焼き払ったと言い伝えられている。この出来事がもとになり現在、御室山では笈形焼きが、大善寺では鳥居焼きが行われている。
その後の寺歴は明らかになっていないが、天正10年（1582年）に甲斐国に攻め込んできた織田信長軍の甲州征伐の兵火により堂宇は焼き払われた。 享保7年（1722年）には、柳沢吉里によって再建されたが、旧観までは回復しなかった。
長谷寺は、大蔵経寺山と吾妻屋山の間に位置する中尾山（菩提山）の山腹標高約500mの位置にあり、その山の形が母胎に似ていることや、本尊の十一面観音に対する女人信仰が盛んであったことから「女人高野」と称され、甲斐国三十三観音霊場の14番札所の観音として信仰を集めた。『甲斐国志』では、当寺を「国分尼寺」の旧跡としているが、現在国分尼寺跡は笛吹市一宮町東原が比定地である。
また、長谷寺は「三昧場」として、信者の遺骨を葬り供養する寺院であった。そのため現在でも、多数の五輪塔・宝篋印塔・供養塔・石仏などが散在しており、さらに、境内には血の池、幼霊石、賽の河原、関の地蔵、御廟橋（梵字橋）なども残っている。旧暦の7月13日には精霊迎えとして、多くの参詣者が訪れた。現在では、毎月第1日曜日に本尊の開帳や護摩が行われている。

## 伽藍
- 本堂

## 御詠歌
みな人ぞ
菩提のたねを
作りおく
後の世までも
頼もしきかな

## 前後の札所
甲斐国三十三観音霊場
13 海岸寺 -- 14 長谷寺 -- 15 観音寺